# Grande Mosquée de Mopti
La Grande Mosquée de Mopti, souvent appelée mosquée de Komoguel, est le principal lieu de culte de la ville de Mopti, au Mali.

## Description
De plan rectangulaire, mesurant 31 mètres de long sur 17 mètres de large, la grande mosquée de Mopti est haute de 15 mètres elle est bâtie en briques de banco et crépie de la même matière.
Elle se compose de deux parties : la première est couverte et la seconde constitue la cour. La salle unique couvre une superficie d'environ 360 m2. L'édifice est entouré d'un mur d'enceinte dont la hauteur varie entre 2,40 mètres et 2,90 mètres. Au centre de chacune des deux façades principales s'élève un minaret flanqué de deux tours. La toiture est portée par des piliers massifs alignés parallèlement au mur de la qibla.

## Histoire

### Construction
Inspirée du modèle de la grande Mosquée de Djenné, la grande mosquée de Mopti est construite dans le style soudanais entre 1936 et 1943, ou entre 1933 et 1935 selon l'Unesco. Elle a été bâtie sur l’emplacement d’une précédente mosquée érigée en 1908.
Les bâtiments en banco s'abîment vite, notamment pendant la saison des pluies. L'entretien de la mosquée nécessite la réalisation collective, tous les ans, d'un enduit de crépissage. En 1978 puis en 2003, l'édifice est recouvert d’un revêtement en ciment, afin d'éviter d'avoir à faire un crépissage d'entretien annuel. Mais ce revêtement n'empêche pas l'eau de s'infiltrer et le bâtiment de se dégrader fortement. En effet, le ciment ne s'amalgame pas avec le banco et ajoute un poids supplémentaire qui fragilise la structure, créant des fissures.
La grande mosquée est inscrite et classée dans le patrimoine culturel national par décret du 28 septembre 2005.

### Restauration
La mosquée est restaurée d'octobre 2004 à juin 2006, grâce au financement accordé par le Trust Aga Khan pour la culture (AKTC), en partenariat avec les autorités maliennes. Il s'agit de retrouver la stabilité du bâtiment en utilisant les savoir-faire et les matériaux traditionnels. L'enduit de banco dégradé et le ciment sont enlevés, le parement de briques de terre est renouvelé et les éléments d'architecture plus fins sont reconstruits. Des éléments nouveaux de décoration en terre cuite sont placés en haut des pinacles et des tours pour les protéger. le toit terrasse est refait.
À l'intérieur de la grande salle, un nouveau revêtement de sol est posé et la ventilation, la sonorisation et le réseau électrique sont modernisés.
La réhabilitation s'appuie sur le savoir-faire local et permet d'ouvrir un chantier de formation.